# Cheoljong di Joseon
Cheoljong (철종?, 哲宗?; nato Yi Won-beom; Hanseong, 25 luglio 1831 – Hanseong, 16 gennaio 1864) è stato il venticinquesimo re di Joseon, sul quale regnò dal 1849 al 1864.
Dopo la scomparsa del re Heonjong, il quale morì senza lasciare eredi diretti, l'influente regina consorte Sunwon, moglie del re Sunjo e già reggente del defunto sovrano, scelse il diciannovenne Cheoljong come futuro monarca, dando inizio al suo travagliato regno.
Cheoljong era uno dei pronipoti del re Yeongjo (1724–1776) e, prima di salire al trono, lui e la sua famiglia, nonostante fossero reali, vivevano in uno stato di relativa povertà. Anche dopo la sua incoronazione, Cheoljong non detenne mai un potere politico vero e proprio, che fu infatti principalmente mantenuto dal clan dei Kim di Andong, cappeggiato dalla regina consorte Sunwon. Tuttavia, a causa della ormai ingestibile corruzione che il potere assoluto di tale clan aveva portato, si verificarono, nel 1862, una serie di violente rivolte contadine nel sud del regno, che indebolirono in maniera considerevole il potere regale. Cheoljong morì nel 1864, senza lasciare eredi e dunque passando il trono della Corea a un lontano parente, Gwangmu.

## Biografia

### Infanzia e adolescenza
Cheoljong nacque col nome di Yi Won-beom (in coreano: 이원범?) il 25 luglio 1831, a Hanseong (moderna Seul), nel quartiere di Hyanggyo-dong, situato nel distretto di Gyeonghaeng-bang. Egli era il terzo nonché più giovane figlio di Jeongye Daewongun (1785-1841), a sua volta figlio del principe Euneon (1754-1801). Tali parentele da parte di padre resero Cheoljong uno dei pronipoti del re Yeongjo di Joseon e, in quanto tale, possibile candidato al trono. Sua madre, invece, era una concubina, figlia, secondo il Jokbo (registro genealogico) della sua famiglia, di un tale Yeom Seong-hwa (in coreano: 염성화?), cittadino non appartenente alla famiglia reale e discendente dal clan degli Yongdam di Yeom.

Suo nonno, il principe Euneon, era il fratellastro minore del re Jeongjo e, nel 1786, dopo che fu accusato di tradimento proprio da quest'ultimo, egli e la sua famiglia furono esiliati sull'isola di Ganghwa. Successivamente, durante le persecuzioni contro i cattolici del 1801, il principe Euneon fu assassinato, dal momento che sua moglie e sua nuora si erano convertite al cattolicesimo. Ciò non fece altro che peggiorare ulteriormente la situazione familiare, che migliorò soltanto nel 1822, quando il re Sunjo decise di porre fine all'esilio. A questo punto, Jeongye Daewongun, futuro padre di Cheoljong, si trasferì nella città di Hanseong, la capitale. Lì quest'ultimo combinò un matrimonio con una delle figlie di Choi Su-chang, un nobile locale, e da questa donna ebbe un figlio, tale Yi Won-gyeon (in coreano: 이원경?). Negli anni a venire, Jeongye Daewongun incominciò a frequentare diverse concubine da cui ebbe due figli, uno dei quali era proprio Yi Won-beom. Le fonti dell'epoca affermano che quest'ultimo, da giovane, ottenne una scarsa istruzione, difatti pare che la famiglia non avesse abbastanza denaro per far sì che potesse proseguire nei suoi studi. Tuttavia, altre fonti addebitano la causa dei pochi studi effettuati da Cheoljong alla poca propensione all'istruzione che aveva proprio quest'ultimo. Infatti, parrebbe che Cheoljong studiò con "molta difficoltà" all'età di quattro anni la famosa poesia cinese Testo dai mille caratteri e, quando i suoi precettori gli fecero proseguire gli studi impartendogli lezioni sui primi capitoli dell'opera storiografica cinese Zizhi Tonjian, questi ultimi, visto il palese disinteressamento del ragazzo, furono costretti ad interrompere le lezioni.

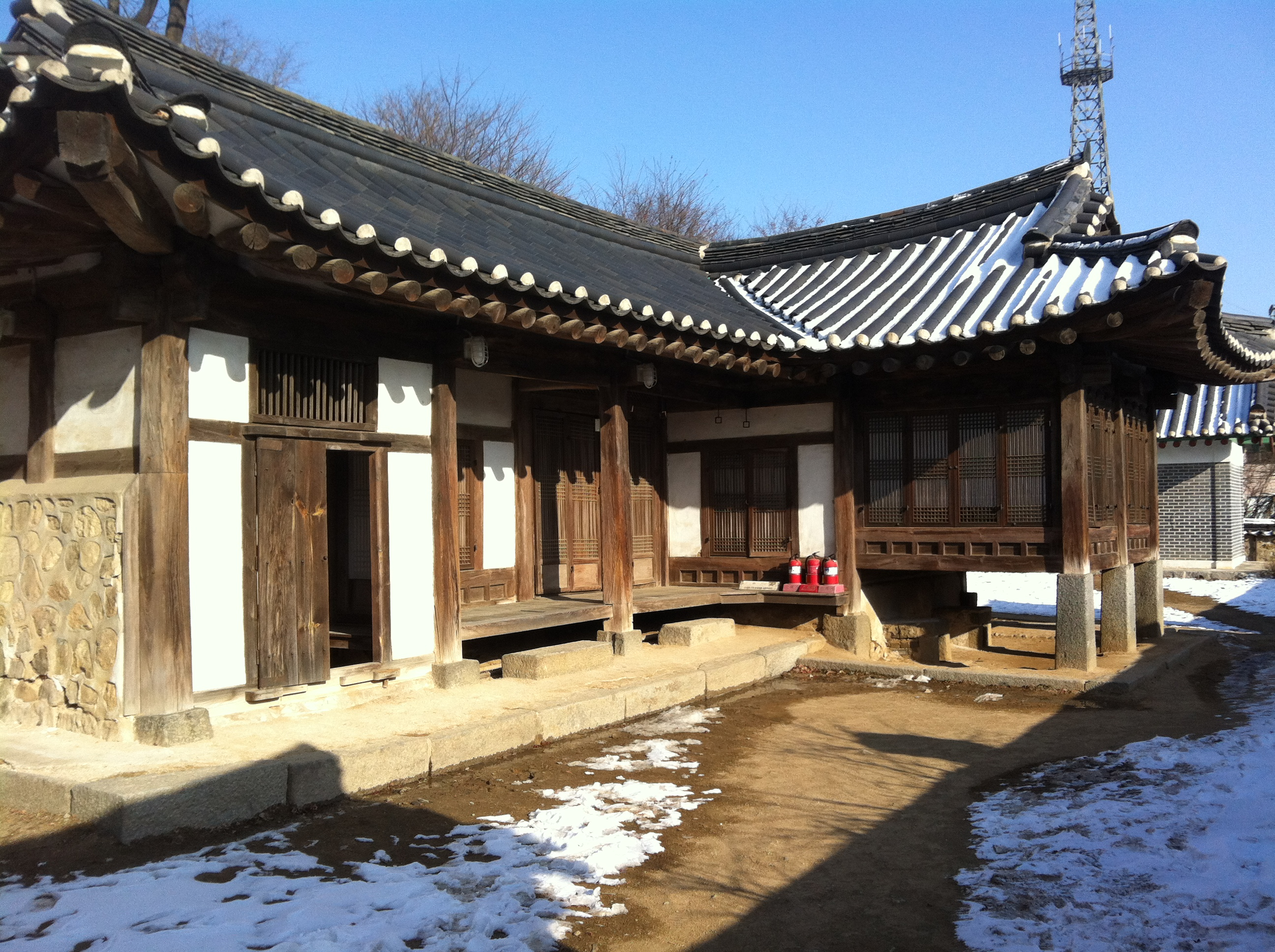
La residenza di Yi Won-beom e della sua famiglia durante l'esilio sull'isola di Ganghwa. In origine era una semplice casa di campagna, ma nel 1853, egli la fece ricostruire ubicando invece un palazzo, denominato Yongheunggung (in coreano:).

Durante il resto dell'infanzia del futuro re accaddero alcuni eventi che sconvolsero le future sorti della sua famiglia. Nel 1836, Nam Eung-jung (in coreano: 남응중?), un influente nobile coreano, tentò un colpo di Stato ai danni del re Heonjong, cercando di collocare sul trono il secondogenito di Jeongye Daewongun. Tuttavia, il golpe fu scoperto e Nam Eung-jung fu giustiziato. Invece, nel 1844, in occasione della morte della regina consorte Hyohyeon (consorte del re Heonjong), fu messo in atto un altro colpo di Stato, questa volta organizzato dal nobile Min Jin-yong (in coreano: 민진용?). Quest'ultimo tentò infatti di far salire al trono Yi Won-gyeong, il fratellastro maggiore di Cheoljong. Ciononostante, anche questo tentativo di colpo di Stato fu smascherato e non solo fu ucciso Min Jin-yong, ma fu giustiziato anche lo stesso Yi Won-gyeong. Inoltre, Cheoljong e tutta la sua famiglia furono nuovamente esiliati sull'isola di Ganghwa, secondo il principio zuzhu, per il quale anche la famiglia del criminale deve subire delle conseguenze penali.

### Ascesa al trono
Heonjong di Joseon morì nel 1849, senza lasciare alcun erede, estinguendo così la discendenza del re Jeongjo. Subito dopo il suo decesso, i più alti funzionari di corte si riunirono in un'assemblea per decidere chi avrebbe dovuto essere il prossimo monarca. La maggioranza votò per un tale Yi Ha-jeon (in coreano: 이하전?). Tuttavia altrettanti burocrati reali espressero un forte dubbio sull'incoronazione di quest'ultimo, infatti egli all'epoca aveva solo otto anni ed era un parente fin troppo distante dal deceduto sovrano (invero era cugino d'undicesimo grado). A questo punto, visto l'insuccesso dei funzionari nel trovare un nuovo erede al trono, prese le redini della situazione l'influente nonna dell'ormai trapassato re: la regina Sunwon. Ella preferì scegliere fra i membri più stretti alla famiglia reale e il suo pensiero cadde subito su Yi Won-beom, uno fra i pochissimi discendenti ancora vivi del re Yeongjo. Dunque, la regina Sunwon, all'insaputa del futuro sovrano e della sua famiglia, decise di adottare Yi Won-beom, al fine di renderlo un erede al trono ufficiale. Fatto ciò, diede l'ordine al yeonguijeong (carica assimilabile al moderno primo ministro) Jeong Won-yong (in coreano: 정원용?) e a un seguito di suoi funzionari di andare ad avvisare della situazione la famiglia del futuro monarca, revocando l'esilio e invitandola a venire ad abitare nella capitale. Le fonti dell'epoca affermano che, quando i funzionari approdarono sull'isola di Ganghwa e si recarono verso la casa, situata in aperta campagna, dell'ormai principe ereditario, questi ultimi furono sorpresi nel vedere che Yi Won-beom e la sua famiglia vivevano al pari di poveri contadini, faticando ad arrivare a fine mese con le razioni. Sempre secondo quanto raccontano i cronisti dell'epoca, nonostante la prospettiva di essere nuovamente inseriti nella nobiltà avrebbe sicuramente risolto la totalità dei problemi finanziari della famiglia, i membri di quest'ultima furono all'inizio molto riluttanti nell'accettare: infatti, la situazione in cui la famiglia di Yi Won-beom viveva, uguale a quella di altri ex nobili, era di assoluto terrore perché le persecuzioni contro gli oppositori politici dei vari clan al potere e le sanguinose lotte interne fra questi ultimi erano assai frequenti, e con tanta costanza aumentava anche il numero di morti che tutti questi contrasti causavano. Nonostante ciò, in un modo o nell'altro (le fonti non riportano nulla su come la famiglia del futuro monarca sia arrivata alla conclusione che fosse meglio accettare l'offerta), il yeonguijeong tornò nella capitale insieme a Yi Won-beom. Secondo diverse leggende popolari, mentre Jeong Won-yong e il suo seguito stavano per attraversare il fiume Han, si raggruppò vicino a Yi Won-beom un gregge di pecore, le quali si inginocchiarono tutte quante, in segno di rispetto per il futuro sovrano. Le leggende continuano narrando che il gruppo fu calorosamente accolto dai cittadini di Hanseong, che fecero festa tutto il giorno seguente.
Non appena Yi Won-beom arrivò a palazzo fu nominato "principe ereditario" (ufficialmente ereditò il titolo dal nonno paterno) col nome reale di Deokwan (in coreano: 덕완군?) e, dal momento che la famiglia del futuro monarca non possedeva più alcun titolo reale, al fine di rendere la sua nomina a "re" il più credibile possibile, la regina Sunwon conferì anche ai parenti più stretti e importanti di Yi un qualche titolo nobiliare. I suoi genitori furono nominati rispettivamente "gran principe" e "grande principessa", il suo fratellastro maggiore ottenne il titolo di "principe" col nome di Hoepyeong e anche un fratellastro di suo padre, per l'occasione, fu nominato principe, col nome di Punggye, e successivamente pure suo figlio, Punggye, erediterà il titolo; Han Gak-sin (in coreano: 한각신?), zio di Cheoljong e genero del nonno Euneon, fu nominato invece ufficiale delle forze armate stanziate nel villaggio di Ikreung, situato nella provincia di Gyeonggi.
Così, il 28 luglio 1849, Cheoljong salì al trono con una solenne cerimonia svoltasi nel palazzo Changdeokgung. Durante la stessa cerimonia, la regina Sunwon fu nominata ufficialmente reggente. Come ogni sovrano coreano, Yi Won-beom dovette, in qualità di re, modificare il suo nome. All'inizio, propose il nominativo "Yeop" (in coreano: 엽?), tuttavia, diversi funzionari e burocrati gli fecero notare che la pronuncia di tale nome, in coreano, era troppo simile a quella dell'imperatore cinese Kangxi e, in base alla norma dei nomi cinesi proibiti, l'ormai re fu costretto a modificarlo, optando per "Byeon" (in coreano: 변?).
Durante i suoi primi due anni di regno, Cheoljong completò faticosamente i suoi studi e sposò, nel 1851, la figlia quattordicenne del politico e militare Kim Mun-geun (un cugino di terzo grado della regina Sunwon) Cheorin. La coppia ebbe il loro unico figlio, Yi Yung-jun, nel 1858, tuttavia l'infante morì poco meno di un anno dopo nel 1859.

### Regno

#### Politica interna
Dopo il matrimonio di Cheoljong, la regina Sunwon terminò per sua volontà la carica di reggente, continuando comunque a influenzare notevolmente la politica coreana. Difatti, era il clan dei Kim di Andong che deteneva realmente il potere, mentre Cheoljong non era nient'altro che un re fantoccio molto vulnerabile alle loro decisioni. In effetti, la stessa regina consorte Cheorin apparteneva al clan dei Kim di Andong, elemento che permise a questi ultimi di manipolare a loro piacimento il nuovo monarca. Dunque, a causa della mancanza di una leadership centralizzata, corruzione e clientelismo erano all'ordine del giorno. Cheonljong tentò di sopprimere queste due pratiche, tuttavia, non detenendo alcun effettivo potere, fu sempre ostacolato dai funzionari di corte. Ad esempio, nel 1856, il nuovo sovrano denunciò la dilagante corruzione presente nel sistema degli esami di corte (simili in tutto e per tutto agli esami imperiali cinesi), proponendo delle riforme per limitarne la diffusione. Tuttavia, esse non furono mai votate e dunque applicate. Nel frattempo, la corruzione aveva anche colpito duramente le gerarchie militari. Infatti, molti ufficiali locali incominciarono a pretendere dai cittadini delle tasse aggiuntive (imposte arbitrariamente da loro) oltre a quelle statali. Ciò provocò un'importante crisi in tutti i settori, ma soprattutto in quello agrario e nel 1862, nella provincia di Gyeongsang, scoppiò di conseguenza una violenta ribellione. Quest'ultima fu duramente repressa, causando diversi feriti e portando all'esecuzione di 13 persone, mentre altre 19 subirono l'esilio; tuttavia, la rivolta continuò, diffondendosi in altre tre province meridionali, arrivando a colpire persino l'isola di Jeju. La situazione si stava rivelando ingestibile, così Cheoljong istituì un dicastero al fine di controbattere la corruzione, l'Ufficio della riforma finanziaria. In un primo periodo, ciò bastò a calmare le acque, ma anche questo dipartimento fallì nel portare a termine il suo scopo, in quanto anche gli stessi politici che lo gestivano presto si rivelarono corrotti.

#### Politica estera

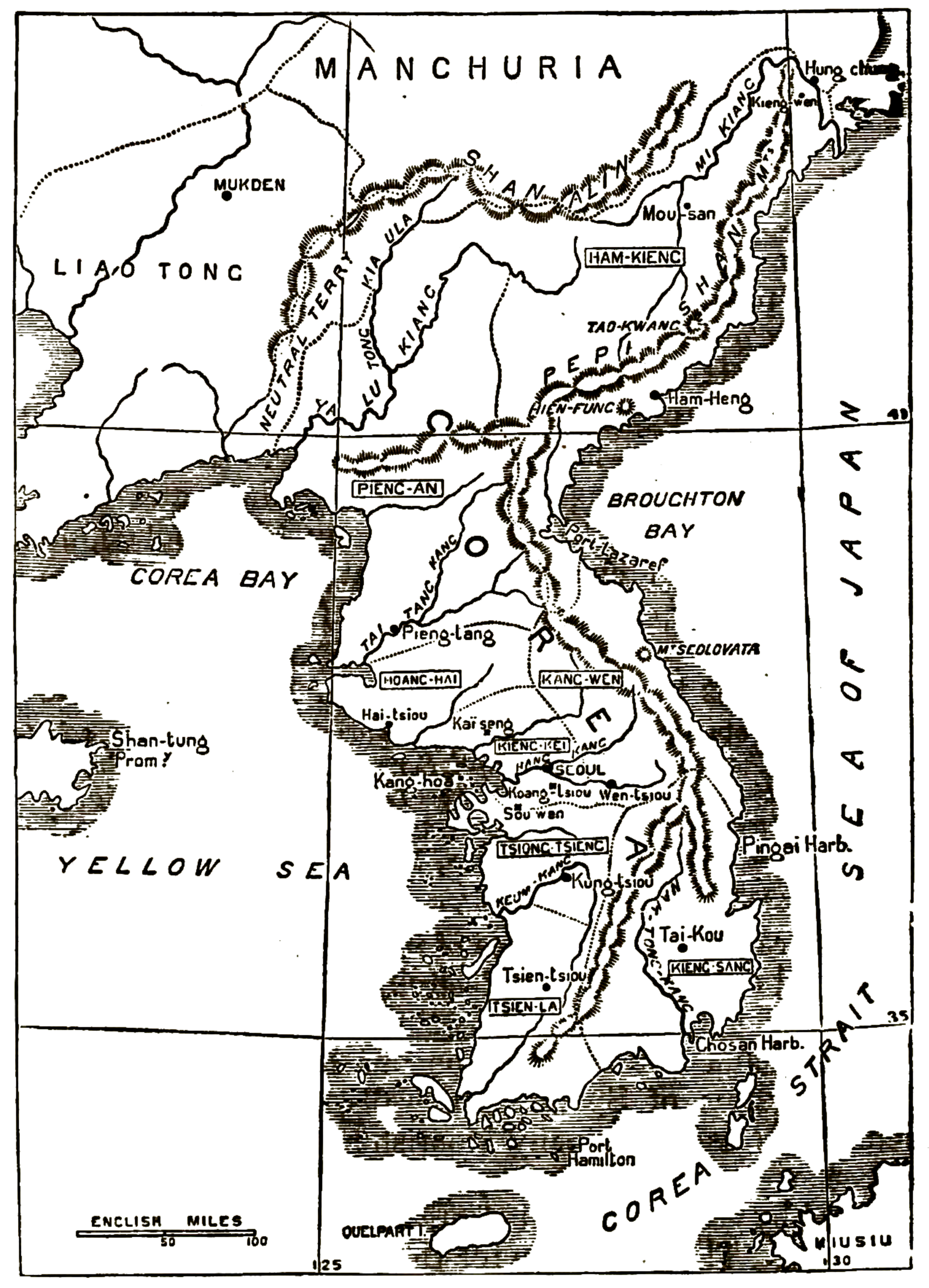
Mappa della penisola coreana presente nella IX edizione dell'enciclopedia britannica. Tale cartina fu realizzata soprattutto grazie alle informazioni fornite dalle spedizioni della fregata russa Pallada e di quella francese Virginie.

Per quanto riguarda la politica estera, Cheoljong continuò a mantenere la politica isolazionista adottata da secoli dal Joseon. Tuttavia, durante il suo regno, si registrarono ben 20 casi di navi europee, statunitensi o russe che entrarono illegalmente e senza l'autorizzazione del governo coreano nelle acque limitrofe alla penisola, causando diversi disordini e incidenti diplomatici. Nel 1850, ad esempio, una nave di nazionalità sconosciuta approdò senza autorizzazione in un porto della contea di Uljin. Dopo un breve colloquio con alcuni funzionari coreani lì residenti, la nave salpò, ma solo dopo aver bombardato il suddetto porto, uccidendo quasi tutti i burocrati con cui avevano avuto un dialogo. Nel 1851, invece, una nave mercantile francese con diversi commercianti cinesi a bordo approdò sull'isola di Jeju, incominciando a commerciare con i locali senza autorizzazione. Nel 1852 una baleniera statunitense fu fermata per dei controlli nelle acque vicino al distretto di Dongnae. In un primo momento, a causa delle barriere linguistiche, le comunicazioni fra le due parti risultarono molto complesse, dando luogo a diversi fraintendimenti. Tuttavia, a bordo della baleniera si trovavano anche alcuni giapponesi salvati da un naufragio, con cui i coreani poterono meglio interloquire. Questi ultimi, infatti, intimarono all'equipaggio della nave di andarsene e di non violare più le acque coreane. La baleniera salpò il giorno stesso. Nel 1854, avvenne un violento scontro con una fregata dell'impero russo, la Pallada, in acqua dal 1832. Essa, infatti, al fine di mappare meglio la parte nord della penisola coreana, solcò il fiume Tumen. Giunti nella città di Wonsan, che l'equipaggio rinominò "Porto Lazarev", si radunò attorno alla nave una considerevole folla di cittadini, che tentò di comunicare con i marinai russi. Tuttavia, sempre a causa di alcune incomprensioni linguistiche, questi ultimi spararono sulla folla inerme, uccidendo diversi uomini e ferendone tanti altri. Nel 1855, la fregata francese Virginie circumnavigò la costa orientale di Joseon, partendo da Busan e arrivando al fiume Tumen (il tutto senza l'autorizzazione della corte coreana). Nello stesso anno arrivò a Busan anche un'altra nave, chiamata Sylvia e stavolta appartenente all'impero britannico. L'anno successivo, diverse centinaia di soldati francesi, reduci dalla guerra di Crimea, vennero arruolati nella marina e molti finirono su delle navi stanziate in avamposti vicino alle coste coreane. Tuttavia, dal momento che tali marinai non venivano retribuiti con costanza da Parigi, essi iniziarono a saccheggiare alcune città costiere situate principalmente nella provincia di Chungcheong e nella provincia di Hwanghae, causando disordini generali. Tuttavia fu probabilmente nel 1860, durante la seconda guerra dell'oppio, che la paura degli occidentali culminò. Infatti, nel corso di tale conflitto, Pechino, la capitale della dinastia Qing, fu invasa e saccheggiata (andò anche distrutto l'antico palazzo d'estate, evento che aumentò quasi a dismisura il timore per gli europei nelle corti cinesi e coreani) dalle forze anglo-francesi. Pechino si trova geograficamente molto vicina alla penisola coreana e ciò aiutò la notizia del saccheggio a diffondersi molto velocemente anche nel regno Joseon. In poco tempo, quasi tutti i coreani erano a conoscenza di ciò che era avvenuto e, a causa di ciò, si verificarono molti disordini, sia fra i ceti bassi sia fra quelli alti. Infatti, diversi burocrati e funzionari di corte fuggirono dalla capitale, nel timore che anche quest'ultima potesse essere bersaglio degli europei, mentre sempre più persone fra la gente comune iniziarono a indossare delle croci cristiani, sapendo che, in caso di un eventuale attacco, gli occidentali non avrebbero mai fatto del male a coloro che si dimostravano essere di religione cristiana. Al fine di tentare di tenere sotto controllo la situazione, Cheoljong, che in tutto questo lasso di tempo aveva raramente lasciato il suo palazzo, inviò, per avere degli aggiornamenti sul recente quadro cinese, alcuni emissari a far visita alla corte dell'imperatore Xianfeng, che per sfuggire all'esercito anglo-francese si era rifugiato nella località montana di Chengde. Poco tempo dopo, infatti, la seconda guerra dell'oppio terminò e la Cina fu costretta ad accettare le condizioni dei trattati di Tientsin, i quali prevedevano l'accesso a diversi porti e città cinesi per fini commerciali. Tuttavia, dal momento che ufficialmente il regno di Joseon era uno stato tributario della Cina, gli europei pretesero di imporre le clausole degli accordi di Tientsin anche alla Corea. Il re Cheoljong e la corte del suo regno si rifiutarono categoricamente di sottostare alle condizioni imposte dai trattati e, di conseguenza, Francia, Stati Uniti e Gran Bretagna imposero un blocco navale attorno alla penisola. Durante il resto del suo regno, Cheoljong non fu mai in grado di allentare le pressioni degli occidentali sulla Corea, con i quali i rapporti non fecero altro che deteriorarsi. Tutto ciò portò la Francia a condurre una campagna militare contro la Corea nel 1866, risultando nel primo conflitto tra la dinastia Joseon e una potenza occidentale.

#### Rapporto con la religione
Per quanto riguarda l'aspetto religioso, Cheoljong decise di introdurre alcune riforme. Fin da quando era stato introdotto dai missionari europei, il cattolicesimo in Corea era bandito e i suoi membri venivano quotidianamente perseguitati, ma Cheoljong pose fine a tale vessazione, rendendo il cristianesimo legale e imponendo soltanto una tassa aggiuntiva a chi lo praticava. Secondo gli storici, tale decisione fu soprattutto pilotata dal fatto che effettivamente i sudditi si stavano progressivamente convertendo alla religione importata dall'occidente. Difatti, intorno al 1857, i registri di corte segnalavano che ben 16.500 coreani erano diventati cristiani. Grazie alle riforme di Cheoljong, anche ai missionari fu permesso di predicare in Corea. Nel 1863, i cataloghi reali registravano la presenza di dodici missionari cattolici provenienti dalla Francia residenti nella capitale. Durante il regno di Cheoljong, mediante la predicazione di questi missionari, anche diversi funzionari di corte si convertirono al vangelo tra cui Min Yŏhŭng, madre del futuro imperatore di Corea. Durante questo periodo, però, mentre nel regno il numero di nuovi cristiani cresceva rapidamente, aumentava anche il numero di persone che voleva contrastare la conversione della penisola. Uno dei movimenti di tale ispirazione fu quello guidato dal religioso e filosofo Choe Je-u, il quale fondò il Donghak, movimento intellettuale sorto nell'ambito del neoconfucianesimo coreano e volto a contrastare la crescente influenza del cristianesimo. A questo punto, Cheoljong fu costretto a fare una scelta: sostenere l'incessante influenza cattolica contrastando il neonato movimento Donghak o contrastare la nuova religione. Visto il cospicuo numero di cristiani fra i suoi sudditi optò per la prima opzione. Choe fu fatto arrestare su ordine dello stesso Cheoljong con l'accusa di alto tradimento. Il re lo avrebbe anche giustiziato, tuttavia morì prima di dare l'ordine, che sarà dato successivamente dal suo successore. Tuttavia, nonostante le azioni intraprese da Cheoljong, il movimento Donghak continuò a diffondersi nella penisola coreana, creando sempre più attriti all'interno della società.

#### Tentati colpi di Stato
Sebbene in tutti questi anni di regno Cheoljong tentò di gestire, per quanto poteva, i complessi intrecci che animavano la politica interna ed estera, il suo compito principale era quello di fornire alla famiglia reale un erede maschio e in ciò aveva fallito, visto che il suo unico figlio maschio non aveva superato l'anno di vita. Dunque, proprio per tale ragione, diversi esponenti del clan dei Kim di Andong cercarono di detronizzarlo, rimpiazzandolo con un altro possibile erede. Cheoljong dovette sventare diversi colpi di stato, il primo dei quali avvenne nel 1851, quando il nobile Chae Hui-jae (in coreano: 채희재?) fu giustiziato per aver tentato di far salire al trono Yi Myeong-seop (in coreano: 이명섭?), un discendente del principe ereditario Sohyeon (figlio del re Injo di Joseon). Quest'ultimo fu poi esiliato sull'isola di Chodo, vicino alla città di Namp'o, oggi in Corea del Nord. Il secondo tentato colpo di Stato, invece, si verificò nel 1862, quando l'aristocratico Kim Sun-seong (in coreano: 김순성?) fu fatto giustiziare per aver tentato di intronizzare Yi Ha-jeon, un lontanissimo membro appartenente alla famiglia reale, che successivamente fu esiliato sull'isola di Jeju e infine ucciso. La morte di Yi Ha-jeon causò diversi danni alla sua famiglia: Heungseon Daewongun, padre di Gojong, futuro re e imperatore di Corea, che era cugino di primo grado del possibile usurpatore grazie alle parentele di sua moglie, incominciò a nascondersi fra le classi sociali più basse, frequentando i loro ambienti e cadendo in povertà, temendo di essere perseguitato proprio dalla corte reale.

### Morte e successione

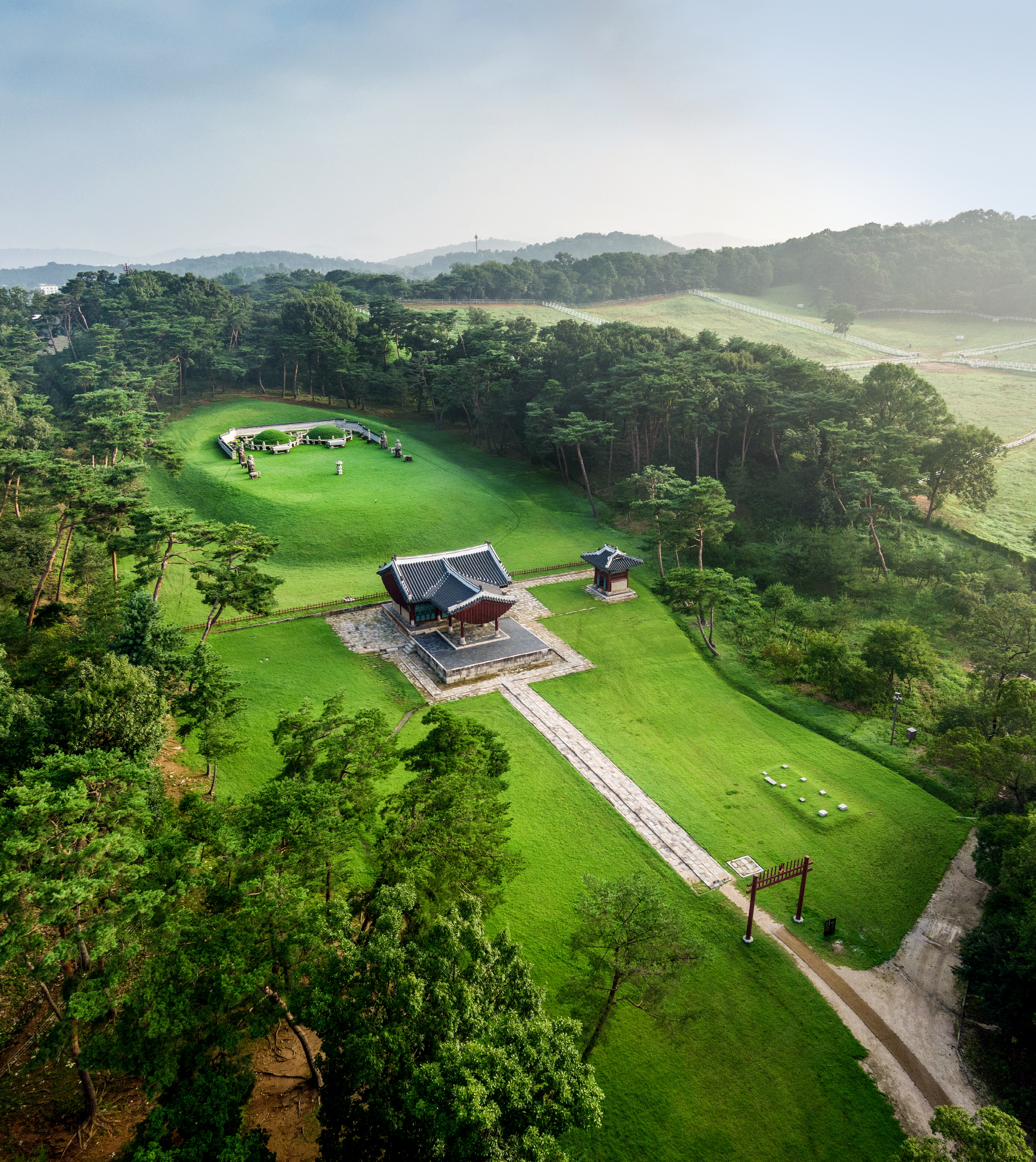
Foto panoramica della tomba reale ove riposano Cheoljong e sua moglie.

Secondo l'Ilseongnok, un documento storiografico in cui venivano annotati tutti i principali eventi di corte, Cheoljong aveva un sistema digestivo molto debole e vulnerabile per via di diverse malattie croniche, quali sintomi causati dall'asma e raffreddore. Al fine di contrastare tali sintomi, Cheoljong fece un largo uso di erbe, spesso provenienti dal mondo occidentale, mentre, d'altra parte, rifiutava o si sottoponeva raramente a diversi trattamenti molto comuni nel mondo asiatico, come l'agopuntura e la moxibustione. Cheoljong morì nel suo palazzo all'età di 32 anni, il 16 gennaio 1864, senza lasciare in vita alcun erede maschio e diventando così l'ultimo discendente del re Hyojong a possedere il titolo di monarca. La causa della sua morte è stata molto dibattuta fra gli storici, in quanto diversi documenti ufficiali riportano versioni diverse l'uno dall'altro: secondo la maggior parte degli atti di corte, Cheoljong sarebbe morto a causa di una malattia al fegato oppure a causa di una tubercolosi, mentre per altri sarebbe stato avvelenato.
A questo punto, il clan dei Kim di Andong fu nuovamente costretto a scegliere un sovrano fra i membri della casata reale, decisione che aprì diverse dispute all'interno della famiglia. Cheoljong aveva designato come successore suo cugino di settimo grado Yi Jae-hwang, secondo figlio del principe Heungseon, ma molti nobili si schierarono contro questa decisione perché, secondo le leggi per la successione, non poteva diventare sovrano finché suo padre fosse stato ancora in vita. Tuttavia, Kim Byeong-hak (in coreano: 김병학?), uno dei cugini della regina Cheorin, premette molto sulla nobiltà coreana affinché Yi Jae-hwang diventasse re, in quanto già da tempo sosteneva finanziariamente il principe Heungseon. Il ruolo decisivo lo ebbe, però, la regina Sinjeong, moglie del defunto principe ereditario Hyomyeong e madre del sovrano Heonjong: in quanto membro più in vista della famiglia reale, pose fine alla disputa adottando personalmente Yi Jae-hwang, sostenuta ampiamente dal suo clan, quello dei Jo di Pungyang. A questo punto, Sinjeong, in accordo con la regina Cheorin, inviò alcuni ambasciatori di corte a chiedere a Yi Jae-hwang e alla sua famiglia se quest'ultimo potesse ascendere al trono. Non appena Yi Jae-hwang arrivò al palazzo, la regina Sinjeong lo accolse personalmente, nonostante non fosse appropriato secondo le regole di corte di corte, e iniziò a prepararlo per la cerimonia di incoronazione. Yi Jae-hwang divenne così il nuovo monarca del regno Joseon e gli venne assegnato il nome di corte di Gwangmu. Durante i primi anni del suo regno, il principe Heungseon fu nominato "Gran principe", aumentando progressivamente la sua influenza sul clan dei Kim di Andong, instaurando infine una dittatura militare che governò la penisola coreana per il seguente decennio.

### Sepoltura ed eredi

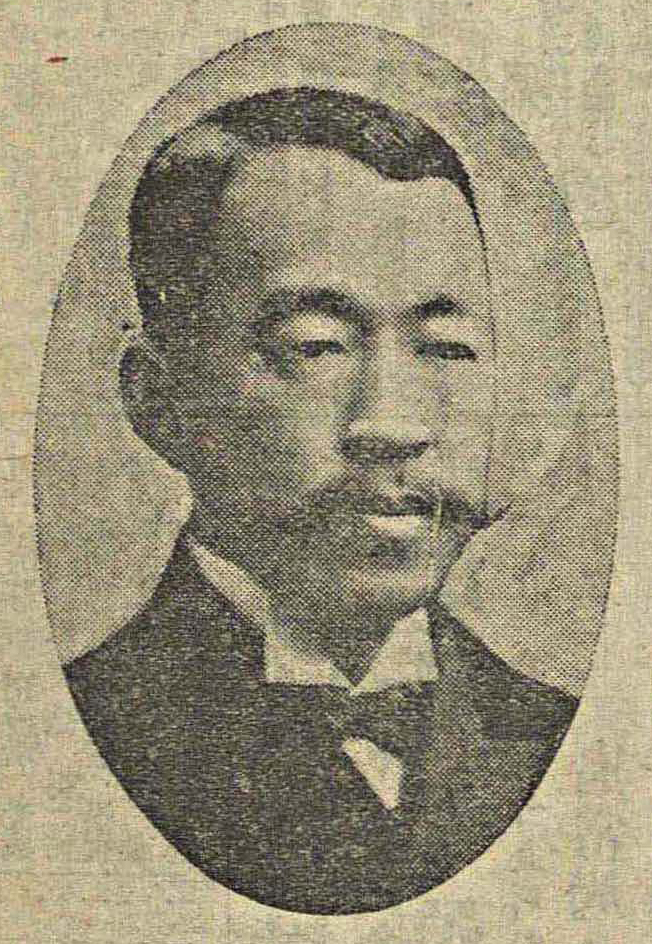
Park Yung-hyo (1861-1939), l'unico genero del re Cheoljong.

Cheoljong fu sepolto nel complesso delle tombe reali della dinastia Joseon di Seosamneung, oggi situato a Goyang, città nella provincia di Gyeonggi. Nel 1878 gli fu sepolta accanto la moglie, la regina Cheorin. Cheoljong ebbe 11 figli non riconosciuti – cinque maschi e sei femmine – dalle sue numerose concubine, tuttavia morirono quasi tutti in età giovanile. Tra loro, soltanto la sua quarta figlia riuscì a superare l'infanzia e fu conosciuta come principessa Yeonghye dopo aver ricevuto tale carica nel 1866. Le fonti dell'epoca affermano che Yeonghye visse soprattutto insieme alla regina Cheorin, a cui era molto affezionata nonostante non fosse la sua madre biologica. Nel 1872 la principessa Yeonghye sposò il politico Park Yung-hyo, ma morì nello stesso anno, all'età di 13 anni e senza aver generato alcun figlio.

## Ascendenza
|                              |                |              | Genitori    |  |  | Nonni |  |  | Bisnonni       |  |  | Trisnonni         |  |
|                              |                |              |             |  |  |       |  |  | Sado di Joseon |  |  | Yeongjo di Joseon |  |
|                              |                |              |             |  |  |       |  |  | Sado di Joseon |  |  | Yeongjo di Joseon |  |
|                              |                | Yeong        |             |  |  |       |  |  | Sado di Joseon |  |  |                   |  |
| Principe Euneon              |                |              |             |  |  |       |  |  | Sado di Joseon |  |  |                   |  |
|                              |                | Suk          | Im Ji-beon  |  |  |       |  |  |                |  |  |                   |  |
|                              |                | Suk          | Im Ji-beon  |  |  |       |  |  |                |  |  |                   |  |
|                              |                | Suk          | Lady Kim    |  |  |       |  |  |                |  |  |                   |  |
| Jeongye Daewongun            |                | Suk          |             |  |  |       |  |  |                |  |  |                   |  |
|                              |                | Yi Deok-hui  | …           |  |  |       |  |  |                |  |  |                   |  |
|                              |                | Yi Deok-hui  | …           |  |  |       |  |  |                |  |  |                   |  |
|                              |                | Yi Deok-hui  | …           |  |  |       |  |  |                |  |  |                   |  |
| Principessa consorte Jeonsan |                | Yi Deok-hui  |             |  |  |       |  |  |                |  |  |                   |  |
|                              |                | …            | …           |  |  |       |  |  |                |  |  |                   |  |
|                              |                | …            | …           |  |  |       |  |  |                |  |  |                   |  |
|                              |                | …            | …           |  |  |       |  |  |                |  |  |                   |  |
| Cheoljong of Joseon          |                | …            |             |  |  |       |  |  |                |  |  |                   |  |
|                              | Yeom Deok-seok | Yeom Sang-im |             |  |  |       |  |  |                |  |  |                   |  |
|                              | Yeom Deok-seok | Yeom Sang-im |             |  |  |       |  |  |                |  |  |                   |  |
|                              | Yeom Deok-seok | Lady Yi      |             |  |  |       |  |  |                |  |  |                   |  |
| Yeom Seong-hwa               | Yeom Deok-seok |              |             |  |  |       |  |  |                |  |  |                   |  |
|                              |                | Lady Kim     | Kim Dong-ak |  |  |       |  |  |                |  |  |                   |  |
|                              |                | Lady Kim     | Kim Dong-ak |  |  |       |  |  |                |  |  |                   |  |
|                              |                | Lady Kim     | …           |  |  |       |  |  |                |  |  |                   |  |
| Gran principessa Yongseong   |                | Lady Kim     |             |  |  |       |  |  |                |  |  |                   |  |
|                              |                | Ji U-yeong   | …           |  |  |       |  |  |                |  |  |                   |  |
|                              |                | Ji U-yeong   | …           |  |  |       |  |  |                |  |  |                   |  |
|                              |                | Ji U-yeong   | …           |  |  |       |  |  |                |  |  |                   |  |
| Lady Ji                      |                | Ji U-yeong   |             |  |  |       |  |  |                |  |  |                   |  |
|                              |                | …            | …           |  |  |       |  |  |                |  |  |                   |  |
|                              |                | …            | …           |  |  |       |  |  |                |  |  |                   |  |
|                              |                | …            | …           |  |  |       |  |  |                |  |  |                   |  |
|                              |                | …            |             |  |  |       |  |  |                |  |  |                   |  |

## Discendenza
Cheoljong ebbe soltanto un figlio dalla sua consorte Cheorin, Yi Yung-jun, che tuttavia morì in tenera età. Ebbe anche 11 figli, 5 maschi e 6 femmine, da diverse concubine. Nessuno dei suoi figli superò la fase dell'infanzia, e solamente la principessa Yeonghye morì in età adolescenziale.
- Regina Cheorin (27 aprile 1837-12 giugno 1878)
  - Yi Yung-jun (22 novembre 1858-25 maggio 1859)
- Consorte Gwi-in del bon-gwan Park di Miryang (1827-9 maggio 1889)
  - Figlio morto senza nome (3 agosto 1854 - 1854)
- Consorte Gwi-in del bon-gwan Jo di Pungyang (1842-1865)
  - Figlio morto senza nome (1859-1859)
  - Figlio morto senza nome (1861-1861)
- Consorte Sug-ui del bon-gwan Bang di Onyang (?-1878)
  - Figlia morta senza nome (1851 - 20 marzo 1853)
  - Figlia morta senza nome (1853-1853)
- Consorte Sug-ui del bon-gwan Beom di Geumseong (1838-23 gennaio 1884)
  - Principessa Yeonghye  (1858-4 luglio 1872)
- Consorte Sug-ui del bon-gwan Kim di Gimhae (1833-?)
  - Figlia morta senza nome (1856-1856)
- Gungnyeo Gong-in del bon-gwan di Yi (?-?)
  - Figlio morto senza nome (1862- 1862)
  - Figlia morta senza nome (?-?)
- Gungnyeo Gong-in del bon-gwan di Park (?-?)
  - Figlia morta senza nome (?-?)

## Galleria d'immagini

Un duilian scritto in semi-corsivo dallo stesso Cheoljong. Il testo, in traduzione, recita: "Con la pace e una serena atmosfera, le persone sono felici; buoni auspici e gioia arrivano quotidianamente".
Versi Jintishi scritti da Cheoljong nel 1852.